# Traiskirchen
Traiskirchen er en by i det østlige Østrig, med et indbyggertal (pr. 2007) på cirka 16.500. Byen ligger i delstaten Niederösterreich, 20 kilometer syd for landets hovedstad Wien.